# Robert Zoller
Robert Zoller (9 aprile 1961) è un ex sciatore alpino austriaco.

## Biografia
Slalomista puro originario di Mühlbach am Hochkönig, in Coppa del Mondo Robert Zoller ottenne il primo risultato di rilievo il 20 dicembre 1983 giungendo 2º sulla 3-Tre di Madonna di Campiglio, alle spalle del fuoriclasse svedese Ingemar Stenmark, e il 6 marzo 1984 conquistò l'unico successo di carriera a Vail, davanti al bulgaro Petăr Popangelov e allo svedese Lars-Göran Halvarsson.
Partecipò ai Mondiali di Bormio 1985, aggiudicandosi la medaglia di bronzo nella gara vinta allo svedese Jonas Nilsson; il 23 marzo 1985 salì per l'ultima volta sul podio in Coppa del Mondo piazzandosi 3º a Heavenly Valley, dietro all'austro-lussemburghese Marc Girardelli e al liechtensteinese Paul Frommelt. Ottenne l'ultimo piazzamento della sua attività agonistica il 2 marzo 1986, chiudendo al 10º posto la gara di Coppa del Mondo disputata a Geilo; non prese parte a rassegne olimpiche.

## Palmarès

### Mondiali
- 1 medaglia:
  - 1 bronzo (slalom speciale a Bormio 1985)

### Coppa del Mondo
- Miglior piazzamento in classifica generale: 31º nel 1984
- 3 podi (tutti in slalom speciale):
  - 1 vittoria
  - 1 secondo posto
  - 1 terzo posto

#### Coppa del Mondo - vittorie
| Data         | Località | Paese       | Specialità |
| ------------ | -------- | ----------- | ---------- |
| 6 marzo 1984 | Vail     | Stati Uniti | SL         |

Legenda:

SL = slalom speciale

### Coppa Europa
- Miglior piazzamento in classifica generale: 4º nel 1982
- 5 podi:
  -  4 vittorie
  -  1 terzo posto[senza fonte]

### Campionati austriaci
- 1 medaglia[1]:
  - 1 bronzo (slalom speciale nel 1984)